# Nosálov
Nosálov är en ort i Tjeckien.   Den ligger i regionen Mellersta Böhmen, i den centrala delen av landet, 50 km norr om huvudstaden Prag. Nosálov ligger 383 meter över havet och antalet invånare är 157.
Terrängen runt Nosálov är huvudsakligen platt. Nosálov ligger uppe på en höjd.Runt Nosálov är det ganska tätbefolkat, med 52 invånare per kvadratkilometer. Närmaste större samhälle är Mladá Boleslav, 17,8 km öster om Nosálov. Trakten runt Nosálov består till största delen av jordbruksmark.